# اکی

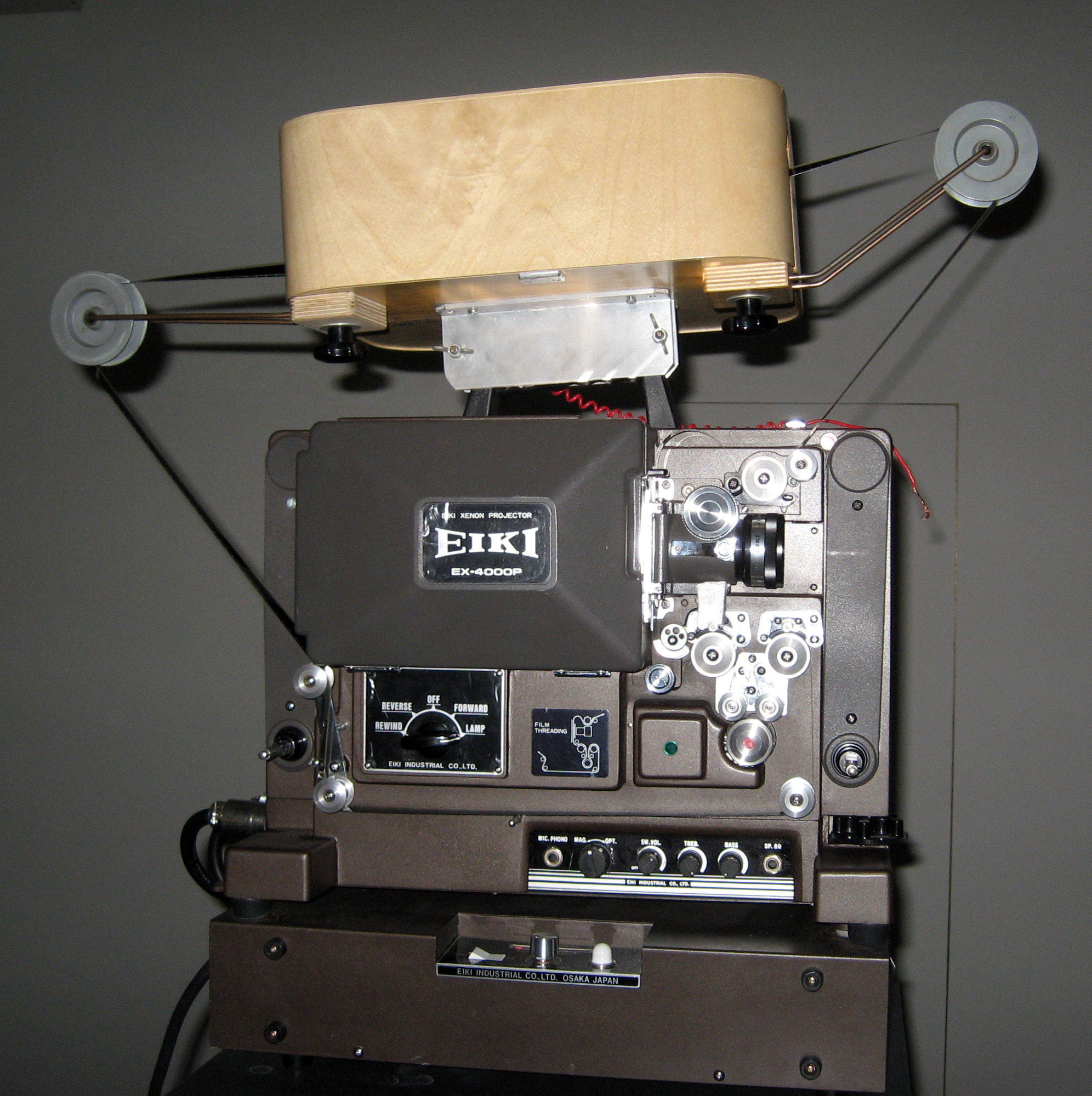
آپارات Eiki EX-4000P با فیلم حلقه‌شده که توسط استودیو 2M طراحی شده‌است

شرکت صنعتی اِکی، با مسولیت محدود (映機工業株式会社 Eiki Kōgyō Kabushiki-gaisha) (Formerly ماتسورا یاگی سکینو می ناگاوا (松浦八木関野湊川 Matsuura 八木関野湊川)) یک شرکت ژاپنی است که پروژکتورهای ال‌سی‌دی و دی‌ال‌پی، لوازم جانبی مرتبط و پروژکتورهای آموزشی سقفی را تولید می‌کند.

## تاریخ
اِکی توسط چهار بنیانگذار در سال ۱۹۵۳ در اوزاکای ژاپن تأسیس شد. (ام ماتسورا، اس یاگی، ک سکینو و وای میناگاوا). در ابتدا تمرکز شرکت تولید فناوری برای آموزش کلاس بود اما بعداً این شرکت بیشتر به تولید آپارات ۱۶ میلی‌متری برای سایر زمینه‌ها پرداخت. نام اِکی از اصطلاح ژاپنی اِی‌ساکی (Eishaki) به معنی پروژکتور گرفته شده‌است.
آپارات‌های ۱۶ میلی‌متری اِکی تنها نیمی از قطعات متحرک آپارات‌های محبوب را شامل می‌شد، بنابراین هزینه آنها کمتر و نگهداری آنها آسان‌تر می‌شود. آنها بزرگترین تولیدکننده چنین آپارات‌هایی بودند.
در سال ۱۹۷۴، اکی، اکی بین‌المللی را افتتاح کرد، به ثبت رساند. بخش ایالات متحده در لاگونا نیگوئل، کالیفرنیا برای توزیع محصولات خود در ایالات متحده را افتتاح کرد. در سال ۱۹۸۶، این شرکت واحد تجاری شرکت بل اند هاول را که ۵۰ سال قبل صنعت صوتی تصویری ایجاد کرده بود، به دست آورد. در سال ۱۹۸۸، اِکی کانادا به عنوان زیرمجموعه اِکی بین‌المللی، به ثبت رسید. در سال ۱۹۹۵، اِکی دایچ‌لند، جی‌ام‌بی‌اچ اولین دفتر این شرکت در اروپا شد؛ و در سال ۱۹۹۷ اِکی چِک برای ایجاد شبکه ای از فروشندگان در سراسر اروپای مرکزی و شرقی تأسیس شد.